# كلية تكساس الزراعية والميكانيكية للطب البيطري والعلوم الطبية الحيوية
كلية تكساس الزراعية والميكانيكية للطب البيطري والعلوم الطبية الحيوية (بالإنجليزية: Texas A&M College of Veterinary Medicine & Biomedical Sciences)‏ هي كلية تابعة لجامعة تكساس إيه آند إم في كوليج ستيشن، تكساس. تأسست الكلية في عام 1916 وهي واحدة من 31 كلية للطب البيطري في الولايات المتحدة وكندا. يتم تصنيفها باستمرار كواحدة من أفضل 5 مدارس بيطرية في البلاد، وفقًا لـ يو إس نيوز آند وورد ريبورت. تقدم الكلية برنامج البكالوريوس في العلوم الطبية الحيوية وبرنامج دكتوراه مهنية في الطب البيطري، والعديد من برامج الدراسات العليا المتعلقة بالطب البيطري وعلم الأوبئة.

## التاريخ
تم تسجيل أول محاولة لتدريس العلوم البيطرية في كلية الزراعة والميكانيك (كما كانت تسمى جامعة تكساس إيه أند إم في ذلك الوقت) في الموسم الثالث للكلية في 1878-1879 عندما تم إدراج جراح الكلية د. بورت سميث كعضو منتدب في الكلية كأستاذ في علم التشريح وعلم وظائف الأعضاء والنظافة.
يذكر كتالوج الموسم الرابع أيضًا المحاضرات المقترحة في العلوم البيطرية، والتي تتعلق بشكل رئيسي بالحيوانات الأليفة، ولكن مرة أخرى لا يوجد سجل رسمي لأي دورات فعلية تم تقديمها في ذلك الوقت.
في أبريل 1888، تلقت الكلية مخصصات الدولة بمبلغ 2500 دولار لتجهيز وتشغيل قسم العلوم البيطرية، وفي 6 يونيو 1888 تلقى الدكتور مارك فرانسيس تعيينه الرسمي في الكلية. كان هذا بمثابة البداية الحقيقية للطب البيطري المهني في ولاية تكساس. كان فرانسيس أول طبيب بيطري مدرب في الكلية وسيصبح أحد أكثر الرجال تميزًا في الطب البيطري في الولايات المتحدة.

### التسلسل الزمني للتاريخ
- 1888 - بدأ قسم العلوم البيطرية رسمياً.
- 1902 - بناء مبنى الكيمياء والطب البيطري.
- 1903 - نظمت أول جمعية بيطرية في تكساس في فورت وورث. تم انتخاب الدكتور مارك فرانسيس رئيسًا.
- 1908 - إنشاء مستشفى بيطري.
- 1916 - تأسيس كلية الطب البيطري. تم تعيين الدكتور مارك فرانسيس أول عميد.
- 1920 - الخريجون الأولون (4) يحصلون على درجات DVM من كلية تكساس الزراعية والميكانيكية.
- 1929 - تم تنظيم فرع الطلاب بجامعة تكساس إيه آند إم التابع للجمعية الطبية البيطرية الأمريكية.
- 1937 - عين الدكتور آر بي مارستيلر عميدًا.
- 1941 - يقتصر التسجيل على 100 طالب جديد كل عام.
- 1947 - عين دكتور ر. س. دان عميد.
- 1949 - افتتاح المكتبة البيطرية.
- 1953 - عين دكتور و.و. أرمستايد عميد.
- 1953 - بناء مستشفى طبي بيطري.
- 1955 - تشييد مبنى العلوم البيطرية.
- 1957 - عين الدكتور ألفين أ. برايس عميدًا.
- 1963 - كلية الطب البيطري المعينة تحل محل المدرسة السابقة للطب البيطري.
- 1963 - قبول أول امرأة في البرنامج المهني.
- 1966 - أول امرأة تحصل على درجة دكتوراه في الطب البيطري من كلية تكساس الزراعية والميكانيكية.
- 1967 - تأسيس مختبر تكساس الطبي البيطري التشخيصي.
- 1973 - تعيين الدكتور جورج س. شيلتون عميدًا.
- 1990 - تعيين الدكتور جون شادوك عميدًا.
- 1993 - بناء مبنى البحوث البيطرية وعيادة الحيوانات الكبيرة الجديدة.
- 1997 - تعيين الدكتور روبرت ف.بلايتر الابن عميدا مؤقتا.
- 1998 - تعيين الدكتور هـ. ريتشارد آدامز عميدًا.
- 2009 - عينت الدكتورة إليانور إم جرين عميدة.

## أكاديميون

### دكتور في الطب البيطري
برزت الكلية بفضل منحها دكتوراه في الطب البيطري (DVM). يتضمن برنامج التكوين أربع سنوات منها ثلاث سنوات من التدريس في الفصول الدراسية والمختبرات (قبل عيادي) وسنة رابعة في الخبرة السريرية (عيادي). تستقبل الكلية كل عام 132 طالبًا من خلال عملية تقديم طلبات تنافسية للغاية. يسمح المنهج التكويني للطلاب بالتمرس في طب الحيوانات الصغير أو المختلطة أو الكبيرة مع فرص للتجربة في الحيوانات البرية والبحث.

### دكتوراه في الطب البيطري/ماجستير في إدارة الأعمال
تقدم الكلية برنامج مشترك مع مدرسة ميس للأعمال. يحصل الطلاب على درجة الماجستير في إدارة الأعمال (MBA) بالإضافة إلى دكتوراه في الطب البيطري الخاص بهم. يكمل الطلاب جميع السنوات الأربع لبرنامج دكتوراه في الطب البيطري سنة إضافية يحصلون على ماجستير في إدارة الأعمال. عادةً ما يتم إكمال برنامج ماجستير إدارة الأعمال بين العامين الثاني والثالث من برنامج الدكتوراه في الطب البيطري.

### درجات دكتوراه
- العلوم الطبية الحيوية
- علم الأحياء البيطرية

### درجات الماجستير في العلوم
- الصحة العامة البيطرية
- علم الأوبئة
- العلوم الطبية الحيوية
- طب الحيوان المخبري
- صحافة العلوم والتكنولوجيا

### بكالوريوس في العلوم الطبية الحيوية
البكالوريوس في العلوم الطبية الحيوية متاح للطلاب الجامعيين. يركز البرنامج على العلوم الأساسية، بالإضافة إلى فصول متقدمة في الطب البيطري وعلم الأحياء الدقيقة وعلم الوراثة. تم تصميم المنهج الدراسي لتزويد الطلاب بالمتطلبات الأساسية والخلفية الأساسية للمهن في الطب والطب البيطري والوظائف الطبية الحيوية.

## ابحاث
تُجري كلية تكساس الزراعية والميكانيكية للطب البيطري أبحاثًا في علم الوراثة وعلم وظائف الأعضاء والصيدلة وتربية الحيوانات وعلم الفيروسات وعلم الجراثيم وعددًا من التخصصات الأخرى. أيضا، يتم إجراء البحوث السريرية من قبل الأطباء في المستشفيات البيطرية بالكلية.
يعد بحث الكلية في استنساخ الحيوانات أحد المشروعات الأكثر انتشارًا. أنتج علماء كلية تكساس الزراعية والميكانيكية أول حيوان مستنسخ، قطة باسم «س س (قطة)»، في 22 ديسمبر 2001. كانت كلية تكساس الزراعية والميكانيكية أيضًا أول مؤسسة أكاديمية تستنسخ كل نوع من ستة أنواع مختلفة: الماشية والماعز والخنازير والقط والغزلان والخيول.

## الأقسام

### العلوم البيولوجية البيطرية التكاملية
يقوم قسم العلوم البيولوجية البيطرية التكاملية (VIBS) بالتدريس والبحث والخدمة عبر مجموعة واسعة من العلوم الحيوية. تمثل العلوم الطبية الحيوية مكونًا حيويًا لأساس المعرفة الطبية ويشمل التحقيق على المستويات الجزيئية والخلوية والكائنات الحية.

### علم الأحياء البيطرية
يعد قسم علم الأحياء الدقيقة البيطرية ("VTPB") بجامعة تكساس إيه آند إم أحد أكبر وأنشط البلاد من نوعه. يقدم القسم برامج لتعليم الدراسات العليا والبحوث التي تؤدي إلى درجات ماجستير العلوم ودكتوراه علوم في علم الوراثة وعلم الأحياء الدقيقة وعلم الأمراض، ودرجة ماجستير العلوم في علم الطفيليات. توفر برامج الدرجات هذه الفرصة للدورات الدراسية ذات الاتساع والعمق المناسبين في المجالات الرئيسية والداعمة للخبرة البحثية في مجال الاهتمام بالتزامن.

### علم وظائف الأعضاء وعلم الأدوية البيطرية
لدى قسم علم وظائف الأعضاء وعلم الأدوية البيطرية مهام متعددة في مجالات التدريس والبحث والخدمة مع التركيز على علم وظائف الأعضاء البيطرية والبشرية والصيدلة. تنقسم مسؤوليات التدريس داخل القسم إلى ثلاث فئات عامة:
1) التدريس الجامعي الذي يؤدي إلى درجة البكالوريوس في العلوم في العلوم الطبية الحيوية.
2) التعليم العالي الذي يؤدي إلى درجة الماجستير في العلوم ودكتوراه علوم في العلوم الطبية الحيوية ودرجة الدكتوراه في العلوم في علم السموم.
3) تعليمات مهنية تؤدي إلى درجة دكتوراه في الطب البيطري.
تشمل مجالات التركيز البحثية الرئيسية داخل القسم علم السموم وعلوم القلب والأوعية الدموية وعلوم التناسل والصيدلة. يمتلك القسم هيئة تدريس ممولة جيدًا ومنشورة جيدًا وذات شهرة دولية بما في ذلك:
28 هيئة تدريس بدوام كامل
17 هيئة تدريس زائرة ومساعدة
113 موظف دعم فني وإداري.
دعم المنح الخارجية خارج القسم هو 8 ملايين دولار في السنة، وتشمل مرافق البحث والتعليم في القسم أكثر من 100000 قدم مربع داخل الكلية. قسم علم وظائف الأعضاء وعلم الأدوية البيطرية هو القسم الوحيد من نوعه في ولاية تكساس ويتفاعل على نطاق واسع مع كليات الزراعة والعلوم والهندسة والتعليم ومركز كلية تكساس الزراعية والميكانيكية للعلوم الصحية وكلية الصحة العامة الريفية. توجد أيضًا تفاعلات تعاونية طويلة الأمد مع أبحاث الحياة الزراعية في تكساس ومحطة التجارب الهندسية في تكساس.

### العلوم السريرية للحيوانات الكبيرة
تركز بشكل رئيسي على البحث في رعاية الحيوانات الكبيرة مثل الخيول والأبقار.

### العلوم السريرية للحيوانات الصغيرة
تركز بشكل أساسي على البحث والعناية بـ «الحيوانات المرافقة» (مثل القطط والكلاب في المقام الأول، ولكن أيضًا الطيور والحيوانات الصغيرة).

### برنامج العلوم الطبية الحيوية
يتم تقديم برنامج جامعي مميز في العلوم الطبية الحيوية في جامعة تكساس إي أند إم. العلوم الطبية الحيوية هي المجال الواسع لعلم الأحياء التطبيقي المتعلق بالصحة والمرض.

### مستشفى التعليم الطبى البيطرى
تم إنشاء المستشفى التعليمي الطبي البيطري في عام 1915 عندما وافقت الهيئة التشريعية في تكساس على إنشاء مدرسة عامة للطب البيطري وقدمت الأموال لبناء مستشفى تعليمي بيطري.
ويوفر مستشفى التعليم الطبي البيطري ما يقرب من 7.5 مليون دولار سنويًا، أو 75 ٪ من ميزانية تشغيل المنشأة، من الخدمات السريرية المقدمة إلى الحيوانات العميلة التي يتم إحضارها للتشخيص والعلاج. من بين المرضى البارزين في المستشفى كان Ch. Clussexx Three D Grinchy Glee الفائز في برنامج عرض كلاب نادي بيت الكلب بويستمنستر لعام 2009 (تمت إحالته إلى المستشفى البيطري في يناير 2006 مع عدوى بكتيرية متعددة وقضى 13 يومًا هناك).
يستفيد المستشفى أيضًا من مخصصات الدولة لرواتب أعضاء هيئة التدريس والمرافق وصيانة الأراضي وصيانة المباني وتكاليف صيانة البنية التحتية الأخرى.
في السنوات الأخيرة، خدم المستشفى الحيوانات المحالة من حوالي 2500 طبيب بيطري في 164 من مقاطعات تكساس البالغ عددها 254 مقاطعة و 31 من أصل 50 من الولايات المتحدة.